# Альфонс Наглер
Альфонс Наглер (нім. Alfons Nagler; 4 серпня 1893, Ертінген — ?) — німецький льотчик-ас, віцефельдфебель Вюртемберзької армії.

## Біографія
Після закінчення школи навчався на механіка. Вступив до авіаційної служби 4 жовтня 1913 року, але, коли почалася Перша світова війна, значився в резерві.
З 4 серпня 1914 по 6 травня 1915 року Наглер служив механіком у 4-му льотному дивізіоні, але подав прохання про зарахування на льотну підготовку й після її проходження направлений 8 жовтня в 220-й льотний дивізіон на Східний фронт, де й перебував до 27 вересня 1917 року. З цього дня по 10 грудня літав у винищувальній частині, наданій його розвідувальному авіазагону.
Наглер був направлений у винищувальну ескадрилью Східного фронту «Обер Ост», де служив до 26 березня 1918 року. Після цього Наглера перевели в 74-ту винищувальну ескадрилью. Перебував у ній до 21 травня 1918 року, після чого знову зустрівся зі своїми колегами по «Обер Ост» і перейшов у 81-шу винищувальну ескадрилью, утворену з його старої авіачастини. У цій ескадрильї Наглер і застав кінець війни.
Всього за час бойових дій здобув 10 перемог, ще одна залишилась непідтвердженою.

## Нагороди
- Залізний хрест 2-го і 1-го класу
- 3 медалі (2 австро-угорські і одна баденська)